# Acanthocobitis zonalternans
Acanthocobitis zonalternans és una espècie de peix de la família dels balitòrids i de l'ordre dels cipriniformes.

## Morfologia
- Els mascles poden assolir 7,8 cm de longitud total.[3][4]

## Hàbitat
És un peix d'aigua dolça i de clima tropical (24 °C-26 °C).

## Distribució geogràfica
Es troba a Àsia: des de l'Índia (Manipur) fins a poca distància de la frontera entre Tailàndia i Malàisia, incloent-hi les conques dels rius Brahmaputra, Chindwin, Sitang, Salween, Mae Khlong i Tapi.